# Strzyżowice (województwo świętokrzyskie)
Strzyżowice – wieś w Polsce położona w województwie świętokrzyskim, w powiecie opatowskim, w gminie Opatów.
W latach 1975–1998 miejscowość położona była w województwie tarnobrzeskim.
Przez wieś przechodzi  niebieski szlak rowerowy do Opatowa.

## Części wsi
| SIMC    | Nazwa       | Rodzaj    |
| ------- | ----------- | --------- |
| 0801912 | Aleksandrów | część wsi |
| 0801929 | Bartłomieje | część wsi |
| 0801935 | Gibki       | część wsi |
| 0801941 | Józefów     | część wsi |
| 0801958 | Tudorowiec  | część wsi |

## Zabytki

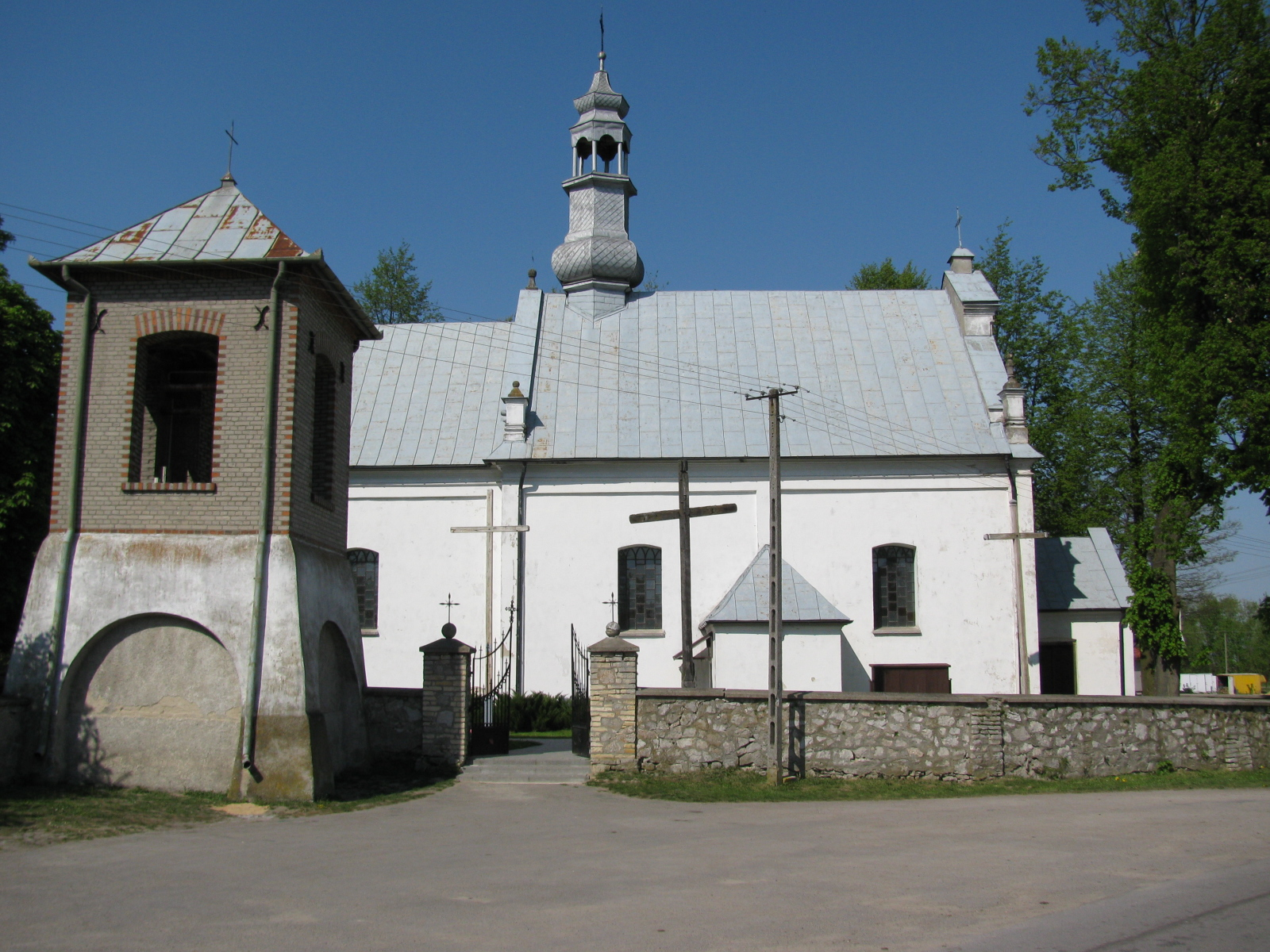
Kościół w Strzyżowicach

- Kościół parafialny pw. św. Bartłomieja Apostoła z końca XVIII w. Pierwszy, znajdujący się tu drewniany kościół z XIV w. rozebrano w 1679. Obecny pochodzi z 1783 r. W świątyni znajdują się trzy drewniane ołtarze z obrazami: Matki Boskiej Bolesnej, św. Bartłomieja i św. Barbary. Kościół został zniszczony w 1944 r. Odbudowano go w latach 1946–1954. Obiekt obecnie w stanie postępującej degradacji, wymaga ratunkowych prac konserwatorskich.

Wpisany do rejestru zabytków nieruchomych (nr rej.: A.541 z 28.10.1971 i z 6.07.1977).
- Stary cmentarz parafialny (nr rej.: A.542 z 16.06.1988)[6].
- Nowy cmentarz parafialny, założony po 1875 r. (nr rej.: A.543 z 17.06.1988)[6].